# Koszmosz–212
A Koszmosz–212 (oroszul: Космос–212) a Szojuz 7K–OK típusú űrhajó tesztrepülése volt 1968 áprilisában. A repülés során az űrhajó orientációs és dokkolórendszerét vizsgálták.

## Jellemzői
A Szojuz-program keretében a Szojuz 7K–OK űrhajó tesztelését szolgáló ember nélküli repülés volt, melynek során televíziós kapcsolattal ellenőrizték az automatikus dokkolást a Koszmosz–213 jelzéssel indított űrhajóval.
Az űrhajót 1968. április 14-én indították a Bajkonuri űrrepülőtérről egy Szojuz (11A511) hordozórakétával. Az űrhajó alacsony Föld körüli pályára állt, keringési ideje 88,75 perc, a pályasík elhajlása 51,7° volt. Az enyhén elliptikus pálya magassága a perigeumban 186 km, az apogeumban 225 km volt.
Az űrhajó április 15-én kapcsolódott össze a Koszmosz–213-mal. A dokkolás során a Koszmosz–212 volt az aktív, a Koszmosz–213 volt a passzív űreszköz. Összesen 4 napot, 2 órát és 10 percet töltött a világűrben. Kb. 80 keringés után, április 19-én földi utasításra belépett a légkörbe, a visszatérő kabin Karagandi körzetében ért Földet.